# Координаты смерти
«Координаты смерти» (вьет. Tọa độ chết) — первый совместный советско-вьетнамский полнометражный художественный фильм. Снят режиссёрами Самвелом Гаспаровым и Нгуен Суан Тяном.
Фильм был создан на основе киносценария «Глаз бури» (вьет. Mắt bão) 1972 года известного вьетнамского сценариста Хоанг Тить Ти.

## Сюжет
По тропе Хо Ши Мина движется караван вьетнамских партизан. Среди них — американская актриса и певица Кэт Френсис, приехавшая во Вьетнам, чтобы на родине — в США — рассказать правду о вьетнамской войне. Американские войска бомбят мирные вьетнамские города и деревни, врываются в дома, и убивают население.
Чтобы лишить Северный Вьетнам продовольствия, американская авиация минирует залив Халонг и другие северовьетнамские порты. Все европейские суда покидают берега Северного Вьетнама. Но команда грузового корабля «Челябинск» из СССР, несмотря на ультиматум американских военных, отказывается уйти домой. На этом корабле возвратился из Советского Союза вьетнамец — сапёр Фонг, а также прибыл его друг, молодой советский инженер — строитель мостов Илья Крутин. Через несколько дней американцы обстреливают судно, и от него остаётся только обгорелый каркас. Советские моряки приходят на помощь вьетнамским коммунистам и участвуют в разборе завалов после американских бомбардировок.
Тем временем американка Кэт Френсис добирается до северовьетнамского порта Хайфон, где знакомится с вьетнамкой Май — женой Фонга, у которой во время авианалёта погиб ребёнок. Май знакомит Кэт со своим мужем и советскими моряками. Совместными усилиями советские специалисты и вьетнамские коммунисты с риском для жизни проводят разминирование гаваней, и им удаётся предотвратить взрыв в Хайфонском порту, который готовили американские спецслужбы. Кэт Френсис проводит антивоенную пресс-конференцию с участием американских военнопленных.

## В ролях
| Актёр                                  | Роль          |
| -------------------------------------- | ------------- |
| Александр Галибин                      | Илья Крутин   |
| Вьет Бао                               | Фонг          |
| Татьяна Лебедева (озвучила Е.Яковлева) | Кэт Френсис   |
| Ле Ван                                 | Май           |
| Юрий Назаров                           | Капитан Шухов |

## Музыка
- «Весна» (вьет. Mùa xuân), автор — Фам Минь Туан[1].
- «Тропа Хо Ши Мина» / «Партизанская тропа» (инструментал), музыка — Евгений Крылатов[2][3]
- «Прощание с Кораблем» / «Прощание» (инструментал), музыка — Евгений Крылатов[2][3]
- «Возвращение» / «Пролог» (инструментал), музыка — Евгений Крылатов[2][3]
- «Финальная Песня» / «Баллада», стихи (англ. The land of Vietnamese «Земля вьетнамцев») — Эзра Басс[2][4][5][6][7][8][9][10], музыка — Евгений Крылатов[2][3], вокал — Лариса Долина.

## Дополнительные факты
- Фильм снят по мотивам реальных событий 1967—1972 годов, происходивших во время Второй Индокитайской войны[11].
- В образе американки Кэт Френсис угадывается известная американская киноактриса и антивоенная активистка Джейн Фонда, которая в 1972 году совершила двухнедельный визит в Северный Вьетнам[12], провела антиамериканскую пресс-конференцию с участием американских военнопленных и несколько раз выступила по ханойскому радио с призывом к американским военнослужащим не участвовать в этой войне.
- В конце фильма в ролях пленных американских летчиков выступили несколько известных советских каскадёров, не указанные в титрах: Улдис-Янис Вейспалс, Альдо Таммсаар, Александр Филатов, Александр Самсонов.[13]
- Во время съёмок фильма во Вьетнаме сказывалась разница европейского и азиатского менталитетов: так, советских кинематографистов «возмущала дикость» вьетнамцев, к примеру, во время прилюдного справления последними малой нужды[14].
- Режиссёру фильма Самвелу Гаспарову подарили во Вьетнаме джип, однако от машины ему пришлось отказаться из-за высокой ввозной таможенной пошлины. На гонорар, выплаченный за фильм, режиссёр после возвращения в СССР купил в магазине «Берёзка» импортный видеомагнитофон[14].